# Samos (miasto w Hiszpanii)
Samos − miasto w Hiszpanii w regionie Galicja w prowincji Lugo. Miejscowość jest leży w odległości 45 km od Lugo, znajduje się tu opactwo benedyktynów Real de San Julián Samos.